# Lill-Fjälltjärnen
Lill-Fjälltjärnen är en sjö i Dorotea kommun i Lappland och ingår i Ångermanälvens huvudavrinningsområde. Sjön har en area på 0,103 kvadratkilometer och ligger 650,9 meter över havet. Lill-Fjälltjärnen ligger i Gitsfjället Natura 2000-område.

## Delavrinningsområde
Lill-Fjälltjärnen ingår i det delavrinningsområde (718760-148058) som SMHI kallar för Utloppet av Lill-Fjälltjärnen. Medelhöjden är 700 meter över havet och ytan är 3,61 kvadratkilometer. Det finns inga avrinningsområden uppströms utan avrinningsområdet är högsta punkten. Vattendraget som avvattnar avrinningsområdet har biflödesordning 5, vilket innebär att vattnet flödar genom totalt 5 vattendrag innan det når havet efter 294 kilometer. Avrinningsområdet består mestadels av skog (52 procent) och sankmarker (42 procent). Avrinningsområdet har 0,1 kvadratkilometer vattenytor vilket ger det en sjöprocent på 2,8 procent.